# Parada Renópolis
A Parada Renópolis é uma parada ferroviária da Estrada de Ferro Campos do Jordão (EFCJ). Foi inaugurada em 1930 e atualmente encontra-se sem uso. É uma das paradas mais antigas da EFCJ.
Localiza-se no município de Santo Antônio do Pinhal.

## História
Essa parada foi inaugurada em 1930, sendo uma simples plataforma coberta por telhas sustentadas por vigas de madeira, para atender à colônia japonesa que existe nas proximidades. Em 2006, após não ser utilizada por muitos anos, tornou-se ponto de parada para um trem turístico da EFCJ, mas, em 2021, encontra-se novamente fechada.